# Espadarana
Espadarana – rodzaj płazów bezogonowych z podrodziny Centroleninae w rodzinie szklenicowatych (Centrolenidae).

## Rozmieszczenie geograficzne
Rodzaj obejmuje gatunki występujące na wysokościach poniżej 2500 m n.p.m. na nizinach i w górach Ameryki Środkowej (Honduras, Nikaragua, Kostaryka i Panama), nizinach w rejonie Oceanu Spokojnego w Kolumbii i Ekwadorze oraz lasach mglistych w Andach w Kolumbii oraz Cordillera de Mérida i Serranía de Perijá w Wenezueli; oraz niskogórski, wiecznie zielony las górski na amazońskiej granicy Andów w północnym Peru (San Martín), a także podnóża Kordyliery Wschodniej i niziny Ekwadoru (prowincje Napo, Morona Santiago, Sucumbíos i Zamora Chinchipe) i Kolumbii (departamenty Huila (wschodnie zbocze Kordyliery Centralnej), Putumayo, Cauca, Caquetá i Boyacá (wschodnie zbocze Kordyliery Wschodniej)), na wysokości od 800 do 1900 m n.p.m..

## Systematyka
Rodzaj zdefiniował w 2009 roku międzynarodowy zespół biologów – Ekwadorczyk Juan M. Guayasamin, Brazylijczycy Santiago Castroviejo-Fisher i Marco Rada, Amerykanka Linda Trueb, Hiszpan José Ayarzagüena i Szwed Carles Vilà – w artykule zatytułowanym Systematyka filogenetyczna szklenicowatych (Amphibia: Centrolenidae) i ich siostrzanego taksonu Allophryne ruthveni, opublikowanym w czasopiśmie „Zootaxa”. Gatunkiem typowym jest (oryginalne oznaczenie) E. andina.

### Etymologia
- Espadarana: nazwa honoruje Marcosa Jiméneza de la Espadę (1831–1898), hiszpańskiego zoologa, herpetologa, podróżnika i pisarza; nazwa powstała z połączenia hiszp. espada ‘miecz’ (w aluzji do wyglądu kręgosłupów dorosłych samców z tego rodzaju) oraz łac. rana ‘żaba’[4].
- Audaciella: łac. audax, audacis ‘odważny, śmiały’, od audere ‘być odważnym’; przyrostek zdrabniający -ella[2]. Gatunek typowy (oryginalne oznaczenie): Centrolenella audax Lynch & Duellman, 1973.

### Podział systematyczny
Do rodzaju należą następujące gatunki:
- Espadarana andina (Rivero, 1968)
- Espadarana audax (Lynch & Duellman, 1973)
- Espadarana callistomma (Guayasamin & Trueb, 2007)
- Espadarana durrellorum (Cisneros-Heredia, 2007)
- Espadarana prosoblepon (Boettger, 1892) – szklenica nikaraguańska[5]